# Понизівка (Путивльський район)
Пони́зівка, — колишнє село в Україні, у Путивльському районі Сумської області. Підпорядковувалось Зінівській сільській раді.
1983 року в селі проживало 20 людей. 2007 року рішенням Сумської обласної ради зняте з обліку.

## Географічне розташування
Село знаходилося за 2,5 км від правого берега річки Сейм. Примикає до села Сонцеве, за 1 км знаходяться Білогалиця і Курдюмове.

### Мова
Розподіл населення за рідною мовою за даними перепису 2001 року:
| Мова       | Чисельність | Відсоток |
| ---------- | ----------- | -------- |
| російська  | 6           | 60%      |
| українська | 4           | 40%      |
| Усього     | 10          | 100%     |